# Marcus Landry
Marcus Landry (Milwaukee, Wisconsin, 1. studenog 1985.) američki je profesionalni košarkaš. Igra na poziciji krilnog centra, a trenutačno je član NBA momčadi Boston Celticsa. Prijavio se na NBA draft 2009., ali nije bio izabran od strane nijedne momčadi.

## NBA karijera
Nakon neuspjeha na draftu, Landry je ipak dobio priliku te je pozvan u trening kamp New York Knicksa gdje je nakon nekog vremena i imenovan petnaestim igračem njihova rostera. 18. veljače 2010. Landry je mijenjan u Boston Celticse zajedno s Nateom Robinsonom u zamjenu za Eddiea Housea, Billa Walkera i J. R. Giddensa.

## Vanjske poveznice
- Profil na NBA.com
- Profil na Basketball-Reference.com